# Leonardo Sanhueza
Leonardo Sanhueza Fritis (Temuco, 28 de enero de 1974) es un escritor chileno que cultiva la poesía y la narrativa.

## Biografía
Sanhueza estudió geología y paralelamente, lenguas clásicas.
Recuerda haber comenzado a escribir alrededor de los 18 años. Cuando aún no había cumplido los 20, ganó su primer premio. A partir de entonces, su obra ha sido aplaudida por la crítica y ha merecido diversos galardones, entre los que destaca el premio otorgado al poemario Colonos en 2012 por la Academia Chilena de la Lengua. En 2012 le fue concedido el Premio Pablo Neruda por su trayectoria.
Desde principios de los años 2000 es columnista del diario Las Últimas Noticias. Tuvo una editorial independiente, Quid y ha dictado talleres de poesía.
Además de sus poemarios, es autor de una antología antinerudiana titulada El bacalao (Ediciones B, Santiago, 2004) y de la compilación de la Obra poética de Rosamel del Valle (J. C. Sáez Editor, 2000). Ha traducido a Catulo al español de Chile (Leseras, Tácitas, 2010).

## Obras
- Cortejo a la llovizna, poesía, Stratis, Santiago, 1999
- Tres bóvedas, poesía, Visor, Madrid, 2003 (Bastante, Santiago, 2014)
- Agua perra, crónicas, J. C. Sáez Editor, Santiago, 2007
- La ley de Snell, poesía, Tácitas, Santiago, 2010
- Leseras, poesía, traducciones de Catulo, Tácitas, Santiago, 2010
- Colonos, poesía, Cuneta, Santiago, 2011
- La edad del perro, novela, Random House Mondadori, Santiago, 2014
- El hijo del presidente, crónica, Pehuén, Santiago, 2014
- La juguetería de la naturaleza, poesía, Lumen, Santiago, 2016
- La partida fantasma, ensayo, DocumentA/Escénicas, Córdoba, 2018

## Premios y reconocimientos
- Premio Eusebio Lillo de Poesía 1994 por Hienas
- Premio de los Juegos Florales de Vicuña 2000
- Mención en el Concurso Nacional Ciudad de San Felipe 2000
- Premio Internacional de Poesía Rafael Alberti 2001 por Tres bóvedas
- Premio Pablo Neruda del Concurso Nacional de Arte y Poesía Joven de la Universidad de Valparaíso 2001
- Premio Pablo Neruda del Concurso Nacional de Arte y Poesía Joven de la Universidad de Valparaíso 2002
- Mención en el Premio Pablo Neruda del Concurso Nacional de Arte y Poesía Joven de la Universidad de Valparaíso 2003
- Mención en el Premio Municipal de Literatura de Santiago 2004
- Líder 2004 (revista El Sábado de El Mercurio)[2]
- Premio Lagar de Poesía 2009 por una selección de Colonos
- Premio de la Crítica 2011 por La ley de Snell
- Premio de la Academia Chilena de la Lengua 2012 por Colonos[3]
- Finalista del Premio Altazor 2012 con Colonos
- Premio Manuel Acuña en Lengua Española, Santillo, México, 2015. Por La juguetería de la naturaleza.
- Premio Pablo Neruda 2012[4]
- Premio del Consejo Nacional de la Cultura y las Artes 2015, categoría novela, por La edad del perro[5]
- Premio Internacional Manuel Acuña de Poesía en Lengua Española 2015
- Beca de la Fundación Pablo Neruda
- Beca Consejo Nacional del Libro y la Lectura
- Beca de la Fundación Andes
- Finalista del Premio Municipal de Literatura de Santiago 2017 con La juguetería de la naturaleza[6]